# Черноборское сельское поселение
Черноборское се́льское поселе́ние — муниципальное образование в Чесменском районе Челябинской области Российской Федерации. В рамках административно-территориального устройства муниципальное образование  соответствует административно-территориальной единице Черноборский сельсовет.
Административный центр — посёлок Черноборский.

## История
Статус и границы сельского поселения установлены Законом Челябинской области от 12 ноября 2004 года № 289-ЗО «О статусе и границах Чесменского муниципального района и сельских поселений в его составе»

## Население
| 2002  | 2010  | 2011  | 2012  | 2013  | 2014  | 2015  |
| ----- | ----- | ----- | ----- | ----- | ----- | ----- |
| 1315  | ↗1350 | ↘1347 | ↗1359 | ↘1341 | ↘1302 | ↘1292 |
| 2016  | 2017  | 2018  | 2019  | 2020  | 2021  |       |
| ↘1290 | ↗1311 | ↗1314 | ↘1301 | ↘1270 | ↘496  |       |

## Состав сельского поселения
| № | Населённый пункт | Тип населённого пункта          | Население |
| - | ---------------- | ------------------------------- | --------- |
| 1 | Ольшанка         | посёлок                         | →0        |
| 2 | Черноборский     | посёлок, административный центр | ↘1354     |